# Bahama's op de Olympische Zomerspelen 2012
De Bahama's nam deel aan de Olympische Zomerspelen 2012 in Londen, Verenigd Koninkrijk.

## Medailleoverzicht
| Sport    | Olympiër                                                  | Onderdeel   | Medaille |
| -------- | --------------------------------------------------------- | ----------- | -------- |
| Atletiek | Chris Brown Michael Mathieu Ramon Miller Demetrius Pinder | 4x400 m (m) | Goud     |

## Deelnemers en resultaten
(m) = mannen, (v) = vrouwen 

### Atletiek
| Olympiër                                                                | Onderdeel          | Resultaat | Prestatie                                                            |
| ----------------------------------------------------------------------- | ------------------ | --------- | -------------------------------------------------------------------- |
| Derrick Atkins                                                          | 100 m (m)          | 12e       | serie 2: 2e in 10,22 halve finale 3: 4e in 10,08                     |
| Warren Fraser                                                           | 100 m (m)          | 29e       | serie 4: 7e met 10,27                                                |
| Michael Mathieu                                                         | 200 m (m)          | DSQ       | serie 3: 3e in 20,62 halve finale 3: gediskwalificeerd               |
| Trevorvano Mackey                                                       | 200 m (m)          | 48e       | serie 7: 7e met 21,28                                                |
| Chris Brown                                                             | 400 m (m)          | 4e        | serie 5: 1e in 45,40 halve finale 2: 2e in 44,67 finale: 4e in 44,79 |
| Ramon Miller                                                            | 400 m (m)          | 10e       | serie 2: 2e in 45,57 halve finale 3: 4e in 45,11                     |
| Demetrius Pinder                                                        | 400 m (m)          | 7e        | serie 4: 1e in 44,92 halve finale 1: 2e in 44,94 finale: 7e in 44,98 |
| Shamar Sands                                                            | 110 m horden (m)   | DSQ       | serie 3: gediskwalificeerd                                           |
| Chris Brown Michael Mathieu Ramon Miller Demetrius Pinder               | 4x400m (m)         | Goud      | serie 2: 1e in 2.58,87 finale: 1e in 2.56,72 (NR)                    |
| Raymond Higgs                                                           | verspringen (m)    | 21e       | kwalificatie groep B: 9e met 7,76 m                                  |
| Leevan Sands                                                            | hink-stap-springen | 5e        | kwalificatie groep B: 2e met 17,17 m finale: 5e met 17,19 m          |
| Trevor Barry                                                            | hoogspringen (m)   | 16e       | kwalificatie groep B: 8e met 2,21 m                                  |
| Donald Thomas                                                           | hoogspringen (m)   | 30e       | kwalificatie groep A: 16e met 2,16 m                                 |
|                                                                         |                    |           |                                                                      |
| Sheniqua Ferguson                                                       | 100m (v)           | 21e       | serie 2: 3e in 11,35 halve finale 2: 7e in 11,32                     |
| Debbie Ferguson                                                         | 100m (v)           | 27e       | serie 6: 5e in 11,32                                                 |
| Debbie Ferguson                                                         | 200m (v)           | 38e       | serie 2: 7e in 23,49                                                 |
| Anthonique Strachan                                                     | 200m (v)           | 15e       | serie 6: 2e in 22,75 halve finale 1: 5e in 22,82                     |
| Shaunae Miller                                                          | 400m (v)           | DNF       | serie 2: niet gefinisht                                              |
| Ivanique Kemp                                                           | 100m horden (v)    | 22e       | serie 2: 3e in 13,51 halve finale 2: 8e in 13,56                     |
| Christine Amertil Sheniqua Ferguson Anthonique Strachan Chandra Sturrup | 4x100m (v)         | 9e        | serie 1: 6e in 43,07                                                 |
| Bianca Stuart                                                           | verspringen (v)    | 18e       | kwalificatie groep A: 8e met 6,32 m                                  |

### Zwemmen
| Olympiër                   | Onderdeel           | Resultaat | Prestatie                                                                  |
| -------------------------- | ------------------- | --------- | -------------------------------------------------------------------------- |
| Arianna Vanderpool-Wallace | 50m vrije slag (v)  | 8e        | serie 10: 3e in 24,85 halve finale 1: 3e in 24,65 (NR) finale: 8e in 24,69 |
| Arianna Vanderpool-Wallace | 100m vrije slag (v) | 10e       | serie 6: 1e in 53,73 (NR) halve finale 1: 5e in 54,12                      |

Afghanistan · Albanië · Algerije · Amerikaanse Maagdeneilanden · Amerikaans-Samoa · Andorra · Angola · Antigua en Barbuda · Argentinië · Armenië · Aruba · Australië · Azerbeidzjan · Bahama's · Bahrein · Bangladesh · Barbados · België · Belize · Benin · Bermuda · Bhutan · Bolivia · Bosnië en Herzegovina · Botswana · Brazilië · Britse Maagdeneilanden · Brunei · Bulgarije · Burkina Faso · Burundi · Cambodja · Canada · Centraal-Afrikaanse Republiek · Chili · China · Chinees Taipei · Colombia · Comoren · Congo-Brazzaville · Congo-Kinshasa · Cookeilanden · Costa Rica · Cuba · Cyprus · Denemarken · Djibouti · Dominica · Dominicaanse Republiek · Duitsland · Ecuador · Egypte · El Salvador · Equatoriaal-Guinea · Eritrea · Estland · Ethiopië · Fiji · Filipijnen · Finland · Frankrijk · Gabon · Gambia · Georgië · Ghana · Grenada · Griekenland · Groot-Brittannië · Guam · Guatemala · Guinee · Guinee‑Bissau · Guyana · Haïti · Honduras · Hongarije · Hongkong · Ierland · IJsland · India · Indonesië · Irak · Iran · Israël · Italië · Ivoorkust · Jamaica · Japan · Jemen · Jordanië · Kaaimaneilanden · Kaapverdië · Kameroen · Kazachstan · Kenia · Kirgizië · Kiribati · Koeweit · Kroatië · Laos · Lesotho · Letland · Libanon · Liberia · Libië · Liechtenstein · Litouwen · Luxemburg · Macedonië · Madagaskar · Malawi · Maldiven · Maleisië · Mali · Malta · Marshalleilanden · Marokko · Mauritanië · Mauritius · Mexico · Micronesië · Moldavië · Monaco · Mongolië · Montenegro · Mozambique · Myanmar · Namibië · Nauru · Nederland · Nepal · Nicaragua · Nieuw-Zeeland · Niger · Nigeria · Noord-Korea · Noorwegen · Oeganda · Oekraïne · Oezbekistan · Oman · Oostenrijk · Oost-Timor · Pakistan · Palau · Palestina · Panama · Papoea-Nieuw-Guinea · Paraguay · Peru · Polen · Portugal · Puerto Rico · Qatar · Roemenië · Rusland · Rwanda · Saint Kitts en Nevis · Saint Lucia · Saint Vincent en Grenadines · Salomonseilanden · Samoa · San Marino · Sao Tomé en Principe · Saoedi-Arabië · Senegal · Servië · Seychellen · Sierra Leone · Singapore · Slovenië · Slowakije · Soedan · Somalië · Spanje · Sri Lanka · Suriname · Swaziland · Syrië · Tadzjikistan · Tanzania · Thailand · Togo · Tonga · Trinidad en Tobago · Tsjaad · Tsjechië · Tunesië · Turkije · Turkmenistan · Tuvalu · Uruguay · Vanuatu · Venezuela · Verenigde Arabische Emiraten · Verenigde Staten · Vietnam · Wit-Rusland · Zambia · Zimbabwe · Zuid-Afrika · Zuid-Korea · Zweden · Zwitserland · Onafhankelijke atleten